# Barão de Cadoro
Barão de Cadoro é um título nobiliárquico criado por D. Carlos I de Portugal, por Decreto de 16 de Novembro de 1893, em favor de Carlos de Faria e Melo.
Titulares
1. Carlos de Faria e Melo, 1.º Barão de Cadoro.

Após a Implantação da República Portuguesa, e com o fim do sistema nobiliárquico, usaram o título: 
1. Carlos de Faria de Milanos, 2.º Barão de Cadoro;
2. Maria Adelaide Teles de Vasconcelos de Faria e Melo Cadoro, 3.ª Baronesa de Cadoro.